# Uznayo
Uznayo es una localidad del municipio de Polaciones, Cantabria, España. En el año 2024 contaba con una población de 49 habitantes (INE). Dista cinco kilómetros de Lombraña, la capital municipal. El 27 de septiembre celebra la festividad de los Santos Mártires. Perteneció en 1185 a la Orden de Santiago. En el Becerro de las Behetrías de Castilla (1351) aparece mencionado este lugar como perteneciente a la Merindad de Liébana y Pernía.

## Geografía
Está a 950 m s. n. m. Se encuentra a los pies de la estación invernal Alto Campoo aunque no existe acceso por carretera desde esta vertiente de la Sierra de Peña Labra. Se trata de una zona de alto valor paisajístico. De su flora, destaca el hayedo, debido a su altitud. En sus montes se encuentra el Lote Casal Este, de caza mayor, que pertenece a la Reserva Nacional de Caza del Saja.
La guía "Los Caminos del Ecomuseo", publicada por el Ecomuseo Saja-Nansa contiene una serie de itinerarios llamados "Los Puertos de Sejos", entre las que se encuentra la ruta Uznayo-Collado de Rumaceo.
Desde Uznayo se puede ascender al Cueto Helgueras, a 1745 m s. n. m. pico situado en la divisoria Saja-Nansa. Igualmente se asciende al Cueto de la Concilla (o cuetu, como se dice en dialecto asturleonés), a 1922 m s. n. m. y entre este valle y Cabuérniga, pudiendo llegarse también desde Puente Pumar o desde los Puertos de Sejos, en la Mancomunidad Campoo-Cabuérniga. Ha de mencionarse igualmente el Collado de Sejos, a1469 m s. n. m. por el que se llega a los puertos de Sejos desde Polaciones.

## Patrimonio
Destaca del lugar, los menhires erigidos por los pastores de la Edad de Bronce (hacia el año 2500 a. C.). A unos 5 kilómetros de la localidad, una vez vadeado el río comienza el ascenso por pistas rurales al collado de Sejos. Se trata del vestigio más antiguo del valle de Polaciones y uno de los restos megalíticos más importantes de Cantabria. Es un círculo de piedras areniscas que en tiempos formó un crómlech. En dos piedras grandes, de forma rectangular, hay representaciones antropomorfas, pudiendo distinguirse en una de ellas un puñal de tipo campaniforme. Tiene semejanza estilística con el Ídolo de Peña Tú, en Asturias.
En cuanto a su iglesia, está dedicada a San Cosme y San Damián. Data del siglo XVIII y es de estilo barroco montañés. Su ábside es poligonal. Además, cuenta Uznayo con un humilladero del mismo siglo, en el que puede verse un relieve en piedra de las ánimas del Purgatorio.